# 埃斯图韦尼
埃斯图韦尼，是西班牙巴伦西亚自治区巴伦西亚省的一个市镇。总面积6平方公里，总人口152人（2001年），人口密度25人/平方公里。